# Haplochernes kraepelini
Haplochernes kraepelini es una especie de arácnido  del orden Pseudoscorpionida de la familia Chernetidae y se encuentra en Nueva Guinea y en las Islas Carolinas.